# در باد مخالف
در باد مخالف (استونیایی: Risttuules) یک فیلم در ژانر درام است که در سال ۲۰۱۴ منتشر شد.

## داستان
«در باد مخالف» فیلمی بسیار احساسی و تراژیک و غمناک براساس خاطرات ارنا در مورد تبعید گسترده به سیبری است. همه چیز از چهارهم ژوئن هزار و نهصد و چهل و یک آغاز شد، زمانی که کامیون‌ها برای خانواده‌های بی گناه همراه با فرزندان خود به ایستگاه‌های قطار و سپس با واگن‌های حیوانات به سیبری رفتند. "چگونه از گرسنگی، سرما، تحقیر، از دست دادن دوستان و آزادی زنده بمانیم؟ آیا وقتی تقریباً همه امیدها از بین می‌رود، همچنان زندگی را ادامه می‌دهیم؟"